# Giá trị Kitô giáo
Các giá trị Kitô giáo được hiểu là những giá trị quan phát xuất từ giáo huấn của Chúa Giêsu Kitô. Cách hiểu, định nghĩa và áp dụng thuật ngữ này còn tùy thuộc vào hệ phái Kitô giáo, vị trí địa lý, bối cảnh lịch sử và trường phái tư tưởng. Ngoài ra, các giá trị Kitô giáo còn có mối liên hệ với bản sắc Kitô giáo trong khoa chính trị bản sắc.

## Nội dung
Các giá trị Kitô giáo đương đại bắt nguồn từ giáo huấn của Chúa Giêsu trong Thánh Kinh. Những giá trị Kitô giáo cốt lõi bao gồm tình yêu thương, lòng trắc ẩn, sự khiêm nhường, ngay thẳng và lẽ công bình. Đặc biệt, tình yêu thương còn được giáo lý Kitô giáo coi là mệnh lệnh luân lý bắt buộc trong đời sống đức tin. Người Kitô hữu sống và tương tác với cộng đồng theo các giá trị trên.
Một số quan niệm cấp tiến trong Kitô giáo có thể kể đến như:
- Có thái độ hiếu khách, ân cần với tất cả mọi người, không phân biệt giới tính, xu hướng tình dục, màu da, gốc gác, v.v.;
- Thừa nhận rằng mỗi cá nhân có một con đường đi theo Chúa cho riêng mình;
- Ra sức bảo vệ và khôi phục sự vẹn toàn của Trái Đất;
- Đấu tranh vì hòa bình và công lý cho mọi dân tộc;
- Khẳng định rằng giáo huấn của Chúa Giêsu dạy cho con người nhiều phương thế để cảm nghiệm sự thánh thiêng của cuộc sống.

## Hàm ý trong chính trị thế giới
Trong các quốc gia như Hoa Kỳ, Vương quốc Anh, Úc cùng một số quốc gia khác, các giá trị Kitô giáo cùng các giá trị gia đình thường được một số chính đảng cánh hữu Kitô giáo và bảo thủ nhắc đến khi mô tả lập trường chính trị của mình. Một số cách cắt nghĩa các giá trị Kitô giáo theo quan điểm của các phái cánh hữu Kitô giáo và phái bảo thủ bao gồm:
- Kiểm duyệt nội dung tình dục, đặc biệt là trong lĩnh vực điện ảnh và truyền hình;[9]
- Tiết chế hoạt động tình dục bên ngoài phạm vi hôn nhân và giáo dục giới tính xoay quanh đức khiết tịnh;[10]
- Thúc đẩy việc giảng dạy về thuyết thiết kế thông minh thay cho thuyết tiến hóa trong các cơ sở giáo dục công lập;[11]
- Ủng hộ việc thiết lập các đạo luật chống lại sự thừa nhận đồng tính luyến ái trong xã hội;[12]
- Mong muốn tổ chức những buổi cầu nguyện chung trong các trường học công lập;[13]
- Lên án người chuyển giới và chủ trương xóa bỏ địa vị pháp lý của người chuyển giới;